# Renate Martin

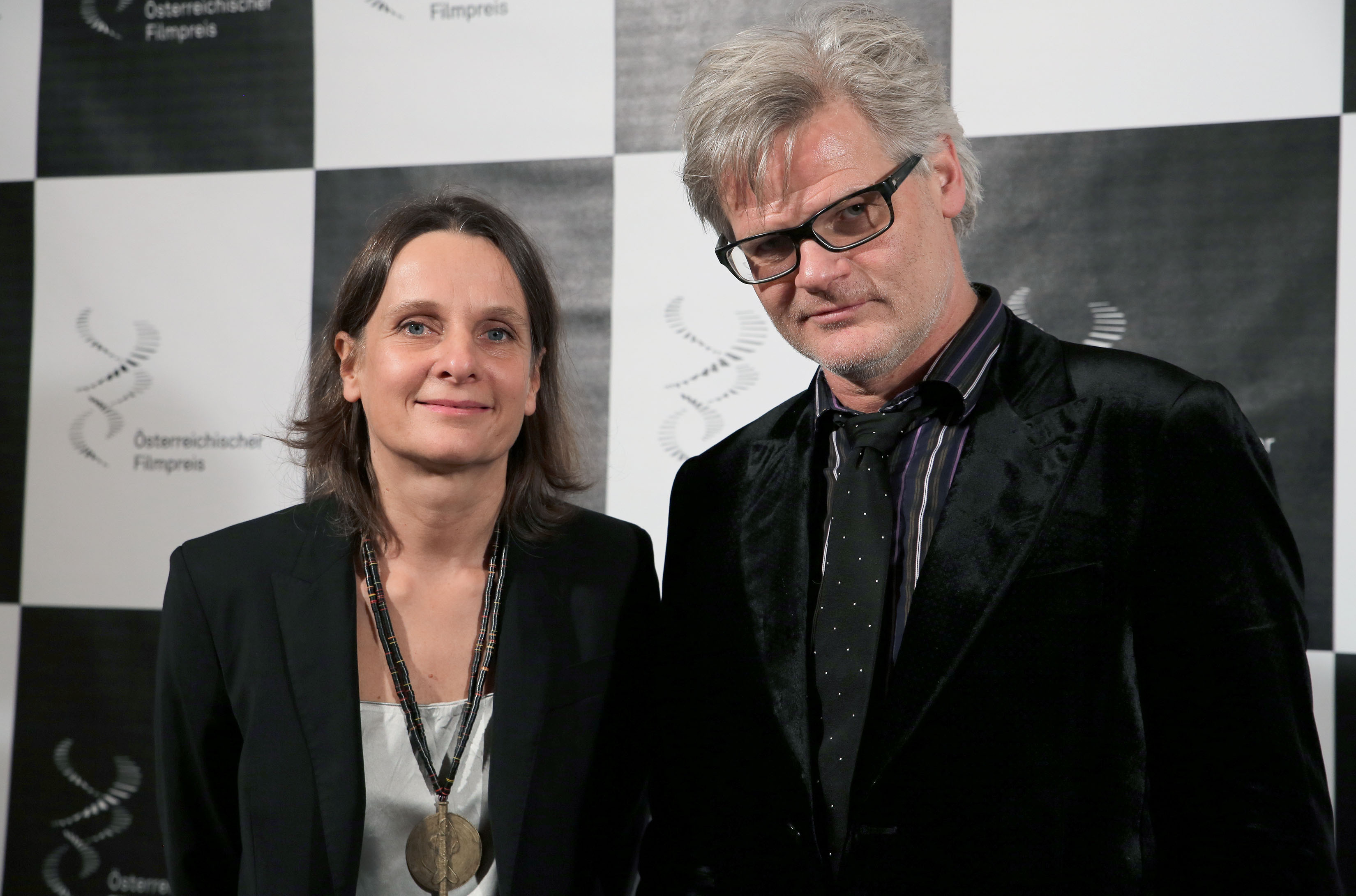
Renate Martin und Andreas Donhauser beim Österreichischen Filmpreis 2013

Renate Martin (* 1965) ist eine österreichische Szenenbildnerin.

## Leben
Renate Martin studierte an der TU Wien Architektur und in der Meisterklasse für Bühnen und Filmgestaltung an der Universität für Angewandte Kunst Wien bei dem Bühnenbildner Axel Manthey, dem Dramaturgen Klaus Zehelein und der Kostümbildnerin Frida Parmeggiani.
Während des Studiums begann eine Zusammenarbeit für Filme an der Filmakademie Wien mit den Regisseuren Michael Sturminger, Wolfgang Murnberger, Michael Glawogger und Paul Harather.
Gemeinsam mit Andreas Donhauser gründete sie 1997 donmartin supersets, eine Firma für Produktionsdesign, Bühnen- und Kostümbild.
Es entstanden zahlreiche Kostüme und Bühnenbilder mit Nikolaus Harnoncourt und Philipp Harnoncourt, Tobias Moretti, Stefan Ruzowitzky und vor allem mit dem Regisseur und Autor Michael Sturminger unter anderem für die Salzburger Festspiele, das Opernhaus Zürich, die Staatsoper Wien, die Bregenzer Festspiele, das Mariinski-Theater St. Petersburg, das Aalto-Theater Essen und die Opera´ de Monte Carlo sowie die beiden Welttourneen mit John Malkovich mit den Musiktheaterproduktionen The Giacomo Variations  und Just call me God.
Eine langjährige Zusammenarbeit verbindet sie mit dem Filmregisseur Ulrich Seidl, für den sie gemeinsam mit Andreas Donhauser das Szenenbild für das bisherige Gesamtwerk seiner Spielfilme schuf.
Renate Martin ist Mitglied der Akademie des Österreichischen Films, des Verband österreichischer Filmausstatter*Innen, VÖF. und der European Film Academy.
Renate Martin wohnt mit ihrem Ehemann Michael Sturminger in Wien-Meidling. Sie haben drei Kinder.

## Filmografie gemeinsam mit Andreas Donhauser
- 1991: Hund und Katz (Regie: Michael Sturminger)
- 1992: Halbe Welt (Regie: Florian Flicker)
- 1994: Ich gelobe (Regie: Wolfgang Murnberger)
- 1996: Kino im Kopf (Regie: Michael Glawogger)
- 2000: Komm, süßer Tod (Regie: Wolfgang Murnberger)
- 2001: Hundstage (Regie: Ulrich Seidl)
- 2002: Taxi für eine Leiche (Regie: Wolfgang Murnberger)
- 2004: Hurensohn (Regie: Michael Sturminger)
- 2004: Silentium (Regie: Wolfgang Murnberger)
- 2007: Import Export (Regie: Ulrich Seidl)
- 2009: Contact High (Regie: Michael Glawogger)
- 2009: Der Knochenmann (Regie: Wolfgang Murnberger)
- 2012: Paradies: Glaube (Regie: Ulrich Seidl)
- 2012: Paradies: Liebe (Regie: Ulrich Seidl)
- 2013: Paradies: Hoffnung (Regie: Ulrich Seidl)
- 2014: Casanova Variations (Regie: Michael Sturminger)
- 2015: Das ewige Leben (Regie: Wolfgang Murnberger)
- 2016: Hotel Rock’n’Roll (Regie: Michael Ostrowski und Helmut Köpping nach einem Buch von Michael Glawogger)
- 2017: Life Guidance (Regie: Ruth Mader)
- 2017: Toulouse (Regie: Michael Sturminger)
- 2021: Sargnagel – Der Film (Regie: Gerhard Ertl, Sabine Hiebler)
- 2021: Stadtkomödie – Die Unschuldsvermutung (Regie: Michael Sturminger)
- 2022: Rimini (Regie: Ulrich Seidl)
- 2022: Sparta (Regie: Ulrich Seidl)
- 2024: Des Teufels Bad (Regie: Veronika Franz und Severin Fiala)
- 2024: 80 Plus (Alternativtitel Toni und Helene)
- 2025: Happyland (Regie: Evi Romen)

## Theater- und Opernproduktionen (Bühnen- und Kostümbild) (Auswahl)
- 2006: I hate Mozart Uraufführung der Oper von Bernhard Lang, Libretto und Inszenierung: Michael Sturminger am Theater an der Wien[7]
- 2006: Die Schuldigkeit des 1. Gebotes Oper von Wolfgang Amadeus Mozart (Regie: Philipp Harnoncourt) am Theater an der Wien[8]
- 2007: La Clemenza di Tito Oper von Wolfgang Amadeus Mozart an der Oper Graz[9]
- 2007: Jedem das Seine Volksoperette von Peter Turrini und Silke Hassler (Regie: Michael Sturminger) am Stadttheater Klagenfurt[10]
- 2008: Idomeneo Oper von Wolfgang Amadeus Mozart (Regie: Nikolaus Harnoncourt und Philipp Harnoncourt) Kostümbild bei der Styriarte in Graz[11]
- 2008: Die Fledermaus von J. Strauss (Regie: Michael Sturminger) an der Oper Zürich[12]
- 2009: Il Mondo della Luna von Joseph Haydn (Regie: Tobias Moretti) Bühnenbild am Theater an der Wien[13]
- 2010: Der Freischütz von Carl Maria von Weber (Regie: Stefan Ruzowitzky) Bühnenbild am Theater an der Wien[14]
- 2012: Ariadne auf Naxos von Richard Strauss am Aaltotheater in Essen[15]
- 2013: Der Rosenkavalier von Richard Strauss (Regie: Philipp Harnoncourt) am Theater im Revier Gelsenkirchen[16]
- 2014: Amphitryon von Heinrich von Kleist am Stadttheater Klagenfurt[17]
- 2014: Giulio Cesare in Egitto von [Georg Friedrich Händel] im Stadttheater Klagenfurt[18]
- 2015: La Sonnambula von Gaetano Donizetti im Gärtnerplatztheater München[19]
- 2015: Der Sturm von William Shakespeare bei den Sommerspielen Perchtoldsdorf[20]
- 2016: Salome Oper von Richard Strauss im Stadttheater Klagenfurt[21]
- 2016: Ein Sommernachtstraum (William Shakespeare) bei den Sommerspielen Perchtoldsdorf[22]
- 2018: Maria Stuarda, Oper von Gaetano Donizetti Theater am Gärtnerplatz, München[23]
- 2023: Salome von Richard Strauss (Regie: Michael Sturminger) Neuaufnahme der Klagenfurter Inszenierung von 2016 in Daegu Südkorea[24]

## Auszeichnungen
- 2010: Nominierung für die beste Opernproduktion von Idomeneo am Mariinsky Theater, Petersburg[25] (mit Andreas Donhauser)
- 2013: Bestes Szenenbild, Diagonale-Preis Filmdesign (für Paradies: Liebe; mit Andreas Donhauser)[26]
- 2016: Bestes Kostümbild, Österreichischer Filmpreis (für Casanova Variations; mit Andreas Donhauser)
- 2017: Nominierung Bestes Szenenbild für Hotel Rock´n´Roll (mit Andreas Donhauser)
- 2018: Beste Gesamtproduktion Oper: Salome im Stadttheater Klagenfurt[27]
- 2019: Nominierung Bestes Szenenbild für Life Guidance[28] mit Andreas Donhauser
- 2021: Bestes Szenenbild, Diagonale-Preis Filmdesign (für Sargnagel; mit Andreas Donhauser)
- 2023: Nominierung Bestes Szenenbild (für Rimini; mit Andreas Donhauser)
- 2024: Österreichischer Filmpreis in der Kategorie Bestes Szenenbild für Des Teufels Bad[29]